# Première circonscription de la préfecture de Wakayama
La première circonscription de la préfecture de Wakayama (和歌山県第1区, Wakayama-ken dai-ikku) est l'une des deux circonscriptions législatives que compte la préfecture de Wakayama au Japon.

## Description géographique
Entre 1994 et 2022, la première circonscription de la préfecture de Wakayama correspondait à la seule ville de Wakayama. Depuis 2022, elle comprend aussi les villes de Kinokawa et Iwade.

## Députés
| Législature | Début de mandat | Fin de mandat | Député élu             | Parti politique | Parti politique |
| ----------- | --------------- | ------------- | ---------------------- | --------------- | --------------- |
| 41e         | 1996            | 2000          | Keisuke Nakanishi (ja) |                 | Shinshintō      |
| 42e         | 2000            | 2003          | Tatsuya Tanimoto (ja)  |                 | SE              |
| 43e         | 2003            | 2005          | Tatsuya Tanimoto (ja)  |                 | PLD             |
| 44e         | 2005            | 2009          | Tatsuya Tanimoto (ja)  |                 | PLD             |
| 45e         | 2009            | 2012          | Shūhei Kishimoto (ja)  |                 | PDJ             |
| 46e         | 2012            | 2014          | Shūhei Kishimoto (ja)  |                 | PDJ             |
| 47e         | 2014            | 2017          | Shūhei Kishimoto (ja)  |                 | PDJ             |
| 48e         | 2017            | 2021          | Shūhei Kishimoto (ja)  |                 | PE              |
| 49e         | 2021            | 2022          | Shūhei Kishimoto (ja)  |                 | PDP             |
| 49e         | 2023            | 2024          | Yumi Hayashi           |                 | Ishin           |
| 50e         | 2024            | -             | Daichi Yamamoto (ja)   |                 | PLD             |